# Ernst Kaper
Ernst Christian Kaper, född 14 juni 1874 i Köpenhamn, död där 10 juli 1940, var en dansk skolman och politiker, son till Johannes Kaper.
Kaper blev filosofie doktor 1908, rektor samma år vid Ordrup gymnasium och skolborgmästare i Köpenhamn 1917. Kaper var en energisk och livfull pedagog, en myndig och duglig administratör och själen i nyorganisationen av Storköpenhamns högre skolväsen 1919. Politiskt konservativ, var Kaper en initiativrik underhandlarenatur, vars inflytande gjorde sig gällande även utanför stadsstyrelsen.

## Utmärkelser
- Riddare av Dannebrogorden,  1918[5]
- Dannebrogsmännens hederstecken,  1920[5]
- Kommendör av Dannebrogorden,  1927[5]
- Kommendör av första graden av Dannebrogorden,  1934[5]

[Redigera Wikidata]